# Demetrio Isaba
Demetrio Isaba, nacido en Tafalla (Navarra, España), es un exciclista navarro, compitió entre los años 1928 y 1935, durante los que consiguió una única victoria.
Se dedicaba principalmente a correr pruebas de carácter local.

## Palmarés
1935
- Vuelta a Aoiz

## Equipos
- Izarra Sport (1928)
- Independiente (1929-1933)
- Velo Sport (1934)
- CD Español (1935)